# Ellis Clarke
Ellis Emmanuel Innocent Clarke (28 tháng 12 năm 1917 – 30 tháng 12 năm 2010) là Toàn quyền thứ hai và cuối cùng của Trinidad và Tobago và là Tổng thống đầu tiên của Trinidad và Tobago. Ông là một trong những kiến trúc sư chính của hiến pháp độc lập năm 1962 của Trinidad và Tobago.

## Tiểu sử
Clarke theo học trường Saint Mary's College, giành được học bổng Island Island về Toán học vào năm 1938. Ellis Clarke theo học tại Đại học College London của Đại học London, nơi ông nhận bằng Cử nhân Luật và được gọi đến quán bar tại Gray's Inn. Ông trở lại Cảng Tây Ban Nha vào năm 1941, tiếp tục hành nghề tư nhân ở đó.
Ông giữ chức Tổng luật sư từ năm 1954 đến 1956, Phó Tổng thư ký thuộc địa 1956–1957, và Tổng chưởng lý 1957–1962. Sau khi giành độc lập vào năm 1962, ông là Đại sứ tại Hoa Kỳ, Canada và Mexico, và Đại diện thường trực tại Liên Hợp Quốc.